# Statut uczelni
Statut uczelni – dokument określający sprawy związane z funkcjonowaniem uczelni nieuregulowane w Prawie o szkolnictwie wyższym i nauce.
Statut określa zasady organizacji i funkcjonowania uczelni, w szczególności:
- sposób powoływania i odwoływania organów uczelni, w tym podmioty uprawnione do wskazywania kandydatów na rektora, oraz sposób organizowania wyborów do organów uczelni
- skład rady uczelni oraz senatu
- zasady i tryb funkcjonowania rady uczelni, senatu i kolegium elektorów
- zasady sprawowania wewnętrznego nadzoru nad aktami wydawanymi przez organy uczelni
- typy jednostek organizacyjnych uczelni
- funkcje kierownicze w uczelni
- zasady powoływania osób do pełnienia funkcji kierowniczych w uczelni i ich odwoływania
- tryb nadawania tytułu doktora honoris causa
- zasady prowadzenia działalności gospodarczej przez uczelnię
- zasady dysponowania mieniem uczelni
- tryb nadawania regulaminu organizacyjnego
- przepisy porządkowe dotyczące odbywania zgromadzeń.

Pierwszy statut uczelni publicznej nadaje minister właściwy do spraw szkolnictwa wyższego, przy czym statut obowiązuje do czasu uchwalenia przez senat uczelni lub zatwierdzenia przez odpowiedniego ministra nowego statutu.
Statut uczelni publicznej uchwala senat bezwzględną większością głosów w obecności co najmniej połowy statutowej liczby członków po zasięgnięciu opinii rady uczelni wyrażonej większością głosów statutowej liczby członków oraz po zasięgnięciu opinii związków zawodowych działających w uczelni.
Statut publicznej uczelni teologicznej uchwalany jest przez właściwy organ uczelni w porozumieniu z właściwymi władzami kościołów i związków wyznaniowych.
Pierwszy statut uczelni niepublicznej nadaje jej założyciel. Założyciel uczelni niepublicznej może podejmować decyzje dotyczące uczelni tylko w przypadkach określonych przez jej statut.